# نیل رادک
نیل رادک (به انگلیسی: Neil Ruddock) بازیکن فوتبال زادهٔ ۹ مه ۱۹۶۸ اهل انگلستان بود که سابقهٔ بازی در تیم ملی فوتبال انگلستان را در کارنامهٔ خود دارد. وی در تاریخ ۱۶ نوامبر ۱۹۹۴ تنها بازی ملی خود را در مقابل تیم ملی فوتبال نیجریه انجام داد.